# Le Prix de l'exploit
Pour plus de détails, voir Fiche technique et Distribution.
Le Prix de l'exploit (American Flyers) est un film américain réalisé par John Badham, sorti en 1985.

## Synopsis
Marcus participe avec son frère David à la plus grande course cycliste du Colorado baptisée « L'Enfer de l'Ouest ».

## Fiche technique
Sauf indication contraire, les informations mentionnées dans cette section peuvent être confirmées par la base de données cinématographiques IMDb,  présente dans la section « Liens externes ».
- Titre : Le Prix de l'exploit
- Titre original : American Flyers
- Réalisation : John Badham
- Scénario : Steve Tesich
- Décors : Lawrence G. Paull
- Costumes : Marianna Elliott
- Photographie : Donald Peterman
- Montage : Jeff Jones, Frank Morriss et Dallas Puett (de)
- Musique : Greg Mathieson et Lee Ritenour
- Production : Paula Weinstein et Gareth Wigan

Producteur associé : Gregg Champion
- Sociétés de production : WW Production
- Sociétés de distribution : Warner Bros. (États-Unis)
- Budget : n/a
- Pays de production :  États-Unis
- Langue originale : anglais
- Format : couleur (Technicolor) - 35 mm - 2.35:1
- Genre : drame sportif
- Durée : 113 minutes
- Dates de sortie[1] :
  - États-Unis : 16 août 1985
  - France : 19 mars 1987 (sortie limitée)

## Distribution
- Kevin Costner (VQ : Mario Desmarais) : Marcus Sommers
- David Marshall Grant (VQ : Alain Zouvi) : David
- Rae Dawn Chong (VQ : Johanne Léveillé) : Sarah
- Alexandra Paul (VQ : Anne Bédard) : Becky
- Janice Rule : Madame Sommers
- Luca Bercovici (en) (VQ : Jean-Luc Montminy) : Barry « The Cannibal » Muzzin
- Robert Townsend : Jérôme
- John Amos (VQ : Luc Durand) : le docteur Conrad
- Doi Johnson : Randolph
- John Garber : Belov
- Jennifer Grey (VQ : Claudie Verdant) : Leslie
- James Terry : auto-stoppeur
- Jessica Nelson : auto-stoppeuse
- Tom Lawrence : chronométreur
- Brian Drebber : speaker de la course
- Eddy Merckx : lui-même

## Production
Le tournage a lieu en 1984. Il se déroule dans le Colorado (Boulder, Colorado National Monument, Echo Lake Park, Golden, Grand Junction, Superior), dans le Kansas (McPherson, Lindsborg), à Saint-Louis dans le Missouri ainsi que dans les Warner Bros. Studios en Californie. Les scènes de course sont réalisées durant de véritables étapes de la Coors Classic.
Le célèbre cycliste belge Eddy Merckx fait une apparition dans le film. Par ailleurs, Barry Muzzin est surnommé « The Cannibal » dans le film, ce qui était le surnom d'Eddy Merckx.